# Ferrari 156 F1
El Ferrari 156 era un coche de Fórmula 1 que compitió en las temporadas 1961 y 1962. Phil Hill ganó su único Campeonato de Pilotos, mientras que Ferrari ganó su primer Campeonato de Constructores.

## Desarrollo

### "Sharknose"
La versión de 1961 fue apodada cariñosamente Sharknose ("nariz de tiburón") debido a sus características "fosas nasales" de entrada de aire. La política de la fábrica de Ferrari hizo que todos los 156 de nariz de tiburón restantes fueran descartados al final de la temporada de 1963. Sin embargo, en la "Galleria Ferrari" de Maranello se expone un 156 de este tipo , probablemente una réplica. Un estilo de conducto de admisión similar se aplicó a los cinco Ferrari de la serie SP en 1961 y 1962 que también fueron diseñados por Carlo Chiti, y luego, más de cuarenta años después, al Ferrari F430.

## Resumen de la temporada
Ferrari comenzó la temporada con un motor Dino de 65 grados, luego reemplazado por un nuevo motor con el ángulo en V aumentado a 120 grados y diseñado por Carlo Chiti. Un motor V6 con inclinación de 120 grados produce potencia con mayor suavidad porque cada rotación de 120 grados del cigüeñal del motor produce un pulso de potencia. Este cambio aumentó la potencia en 7 kW (10 CV). El diámetro y la carrera fueron 73,0 mm × 58,8 mm (2,87 pulgadas × 2,31 pulgadas) con una cilindrada de 1.476,60 cc (90,108 pulgadas cúbicas) y 140 kW (188 hp) a 9500 rpm. Para 1962, se planeó una versión de 4 válvulas por cilindro con 147 kW (197 hp) a 10.000 rpm, pero nunca apareció. En el Gran Premio de Gran Bretaña de 1962, Phil Hill corrió con una nueva versión con una transmisión de seis velocidades montada delante del motor. En agosto, en el Gran Premio de Alemania, Lorenzo Bandini probó una variante sin morro de tiburón con suspensión delantera y trasera modificadas y un radiador más pequeño, anunciando el 156 Aero utilizado en 1963.